# Centurione
Il centurione (in latino Centurio; in greco ἑκατόνταρχος, hekatóntarchos; che Polibio definisce anche ordinum ductor) era uno dei gradi della catena di comando nell'Esercito Romano, a capo di una centuria, paragonabile ai moderni ufficiali di grado inferiore (come i capitani a capo di una compagnia o i tenenti a capo di un plotone).

## Ruolo

### Comando, funzioni e qualità
Ecco come secondo Polibio dovevano essere i centurioni all'epoca della seconda guerra punica:
(Polibio, VI, 24.9.)
Ogni centurione comandava l'unità di base della legione, la centuria (gruppo di uomini che andava da 60 a 80, a 100 e fino a 160 in alcuni casi, anche se in alcune fonti si racconta di centurie di 300 soldati). Le centurie erano associate per tradizione a due a due per formare i manipoli, in ognuno dei quali i due centurioni erano detti prior e posterior. Secondo quanto racconta Polibio sembra che questo corrispondesse anche ad una precedenza nel comando, sulla base dello schieramento di fronte al nemico (prima o seconda fila). Il centurione posterior poteva, inoltre, sostituire il prior in caso di necessità, poiché come sostiene Polibio:
E sempre con riferimento al manipolo, quando erano presenti entrambi i centurioni, quello che era stato eletto per primo comandava la parte destra del manipolo, mentre il secondo comandava la parte sinistra. Se invece non erano presenti entrambi, il solo rimasto era a capo dell'intero manipolo.

### Grado
Il grado più elevato fra i centurioni di una legione era tenuto dal centurione del primo manipolo della prima coorte, che era detto primus pilus (il termine pilus non ha nulla a che fare con la lancia o con il pilum, il giavellotto romano). Il primus pilus era l'unico dei centurioni ad accedere al gabinetto di guerra di una legione e per questo potremmo dire che è l'unico ruolo assimilabile al concetto moderno di ufficiale. Secondo invece quanto racconta Polibio, al tempo della seconda guerra punica, il centurione che era stato scelto per primo, per ciascuna delle prime tre classi, entrava a far parte del consiglio militare.
In questa sezione elenchiamo i diversi gradi dei centurioni. Questo schema illustra quella che poteva essere l'organizzazione tattica delle varie centurie e delle varie coorti, riferite ai primi secoli dell'Impero romano, a partire dalla riforma augustea dell'esercito romano. Un aspetto molto interessante, che si evidenzia dalla lettura di questa lista, è che restano validi alcuni termini, come princeps e hastatus che in epoca repubblicana indicavano precisamente i tre ordini della struttura manipolare, ma soprattutto la disposizione in triplex acies delle schiere durante la battaglia. Si cominciava così dal Decimus hastatus posterior (l'ultimo in graduatoria), fino al Primus pilus prior (il più alto in grado tra i centurioni, all'interno della stessa legione romana). Il livello successivo a cui poteva aspirare, dopo che era congedato e ammesso all'ordine equestre, era quello di praefectus castrorum.
| Cohors / Ordini             | grado (decrescente) del centurione | grado (decrescente) del centurione | grado (decrescente) del centurione | grado (decrescente) del centurione | grado (decrescente) del centurione | grado (decrescente) del centurione |
| --------------------------- | ---------------------------------- | ---------------------------------- | ---------------------------------- | ---------------------------------- | ---------------------------------- | ---------------------------------- |
| Cohors I, primi ordines     | Primus pilus prior                 | Primus princeps prior              | Primus hastatus prior              | (non c'era)                        | Primus princeps posterior          | Primus hastatus posterior          |
| Cohors II, secundi ordines  | Secundus pilus prior               | Secundus princeps prior            | Secundus hastatus prior            | Secundus pilus posterior           | Secundus princeps posterior        | Secundus hastatus posterior        |
| Cohors III, tertii ordines  | Tertius pilus prior                | Tertius princeps prior             | Tertius hastatus prior             | Tertius pilus posterior            | Tertius princeps posterior         | Tertius hastatus posterior         |
| Cohors IV, quarti ordines   | Quartus pilus prior                | Quartus princeps prior             | Quartus hastatus prior             | Quartus pilus posterior            | Quartus princeps posterior         | Quartus hastatus posterior         |
| Cohors V, quinti ordines    | Quintus pilus prior                | Quintus princeps prior             | Quintus hastatus prior             | Quintus pilus posterior            | Quintus princeps posterior         | Quintus hastatus posterior         |
| Cohors VI, sexti ordines    | Sextus pilus prior                 | Sextus princeps prior              | Sextus hastatus prior              | Sextus pilus posterior             | Sextus princeps posterior          | Sextus hastatus posterior          |
| Cohors VII, septimi ordines | Septimus pilus prior               | Septimus princeps prior            | Septimus hastatus prior            | Septimus pilus posterior           | Septimus princeps posterior        | Septimus hastatus posterior        |
| Cohors VIII, octavi ordines | Octavus pilus prior                | Octavus princeps prior             | Octavus hastatus prior             | Octavus pilus posterior            | Octavus princeps posterior         | Octavus hastatus posterior         |
| Cohors IX, noni ordines     | Nonus pilus prior                  | Nonus princeps prior               | Nonus hastatus prior               | Nonus pilus posterior              | Nonus princeps posterior           | Nonus hastatus posterior           |
| Cohors X, decimi ordines    | Decimus pilus prior                | Decimus princeps prior             | Decimus hastatus prior             | Decimus pilus posterior            | Decimus princeps posterior         | Decimus hastatus posterior         |

Esistono testimonianze della compresenza di due o, addirittura, tre centurioni nella stessa centuria, ma ancora non sono state accolte ipotesi a questa eccezione e non si conoscono eventuali implicazioni organizzative nella catena di comando.

### Provenienza
Molto spesso il centurione non proveniva dalla gavetta degli ordini inferiori: infatti, per molti giovani aristocratici, era il primo grado di una carriera militare. Non c'è da stupirsi, infatti che i centurioni fossero giovani raccomandati e messi a capo di centurie senza alcuna esperienza bellica. L'efficienza dell'organizzazione militare romana era infatti garantita da una scuola militare di altissimo livello in grado di dare degli strumenti teorici sufficienti per debuttare e servire efficacemente in una legione addirittura come tribuno senza avere prima maturato alcuna esperienza.

### Altre tipologie di centurioni
Tra i vari tipi di centurione presenti in letteratura citiamo il trecenario di cui non conosciamo esattamente il ruolo, ma che per lo più si ritiene correlato alla guardia pretoriana, e il decurione equivalente al centurione, ma al comando di unità di cavalleria.
Con la riforma augustea dell'esercito romano, vi era anche il centurio classiarius, comandante di una nave della marina militare romana con cento  miles classiarii (dopo il 70), equiparabile ad un normale centurione "di terra" anche in funzione della sua carriera militare (cursus honorum). Poteva infatti comandare una trireme.

## Posizione
I centurioni romani erano sempre posizionati in prima linea, per dare dimostrazione del proprio coraggio ed impeto ai propri soldati, ai fini del buon esito della battaglia, almeno dai tempi delle guerre puniche. I centurioni, infatti, erano posizionati sulla destra dello schieramento manipolare, più tardi coortale. Posizione certamente assai rischiosa. Non a caso spesso al termine di aspri scontri, numerosi erano i centurioni caduti al termine della battaglia.
Cesare racconta un episodio curioso nel De bello Gallico, una gara tra due valorosi centurioni:
(Cesare, De bello Gallico V.44.)

## Uniforme ed armamento

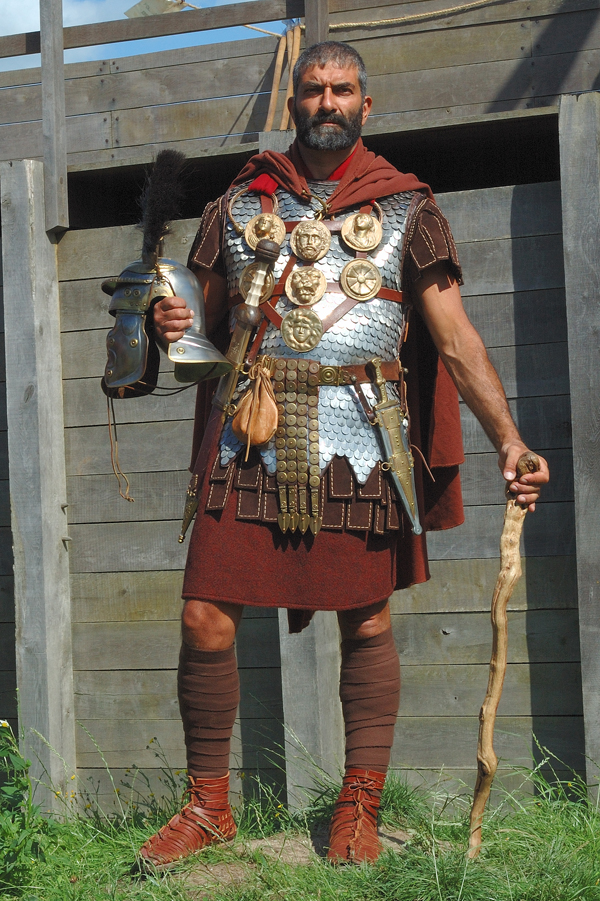
Ricostruzione di un centurione romano del II secolo.

Sebbene sia errato applicare il concetto di "uniformità" tipico della marzialità moderna, il centurione si distingueva da alcuni elementi caratteristici, uno in particolare: la cresta posta sul suo elmo era disposta trasversalmente (Crista Transversa), ossia da sinistra a destra, contrariamente ai normali soldati (miles o milites) che potevano indossarla in senso longitudinale, affinché nella mischia della battaglia i suoi legionari lo potessero individuare più facilmente. Vi sono altri elementi, che potremmo erroneamente definire "uniformologici", derivanti dalla scultura, che tuttavia non sono di esclusivo uso dei centurioni: schinieri, lorica squamata o musculata, calcei e pterugi.
Un altro elemento che si evidenzia dalla scultura, è che molto spesso il centurione portava il gladio a sinistra invece che a destra come i normali legionari, questo potrebbe indicare che di norma i centurioni fossero sprovvisti di scudo.

## Durata della ferma e paga
Molti dei centurioni, sebbene la normale ferma militare (honesta missio) durasse non più di 20 anni fin dai tempi di Augusto, rimasero in servizio fino a 30-35 anni ed in un caso particolare, raccontato da un'epigrafe, si tramanda che un centurione di nome Lucius Maximius Gaetulicus, percepì fino a 57 annualità, un vero record.
Il trattamento economico era poi particolarmente favorevole rispetto ai suoi sottoposti (dall'optio al semplice miles), oltre a beneficiare di un proprio alloggio, oltre ad essere esentato dal tributo della vacatio munerum, imposto ai legionari che volevano essere esentati da servizi particolarmente pesanti. Il centurione, all'apice della carriera, raggiunto il grado di primus pilus, poteva infine aspirare ad avere uno stipendium tra le venti e le trenta volte (in rari casi fino a sessanta volte) superiore a quello di un normale legionario.

## Simbolo del centurionato:vitisobacillus viteus
L'indubbio segno di comando del centurione, è la vitis, detta forse più propriamente bacillus viteus, simbolo dell'autorità, ma soprattutto strumento punitivo, costituito da un bastone di legno di vite, elastico e nodoso per infliggere più sofferenza.
Tacito racconta di un centurione, un certo Lucilio, il quale venne soprannominato dai suoi legionari cedo alteram ("Datemene un'altra") per il fatto che, quando bastonava un soldato, il Vitis si spezzava ed era costretto a urlare: "Datemene un'altra!".

## Tardo impero
Con la riforma di Costantino e dei suoi successori la legione si trasformò progressivamente in una unità tattica più piccola di quella dei secoli precedenti e sembra che non fosse più articolata in coorti. Con le coorti scomparve il grado di centurione e Vegezio menziona quello di centenarius come il suo omologo negli eserciti tardoimperiali. La riforma costantiniana non toccò però tutte le unità; almeno alcune legioni limitanee sembra abbiano mantenuto una organizzazione simile a quella classica e si hanno accenni a figure di centurioni addirittura nelle legioni limitanee dell'Egitto bizantino dell'inizio del VII secolo.

## Centurioni passati alla Storia
- Marco Cassio Scaeva, durante la Guerra civile romana (49-45 a.C.) al servizio di Gaio Giulio Cesare
- Sulpicio Aspro, centurione dell'esercito durante la guerra contro Tacfarinas e partecipante alla Congiura di Pisone
- Giuliano, eroe della Prima guerra giudaica
- Lucio Voreno, durante la conquista della Gallia di Gaio Giulio Cesare;
- Marco Petreio Cesariano, durante la conquista della Gallia di Cesare;
- Publio Sestio Baculo, durante la conquista della Gallia di Cesare;
- Tito Pullone, durante la conquista della Gallia di Cesare;
- Gaio Volteio Capitone, durante la guerra civile romana (49-45 a.C.);
- Cassio Cherea, del periodo della dinastia giulio-claudia;
- Cornelio, primo centurione romano dell'epoca di Gesù Cristo;
- Longino, del I secolo;
- Lucio Artorio Casto, della fine del II secolo, alla base della leggenda di re Artù;
- Sant'Agazio, al tempo dell'Imperatore Diocleziano.

## L'utilizzo nell'Italia fascista
In Italia, il fascismo, tra i molti riferimenti simbolici tributati alla Roma antica, utilizzò termini in uso nell'Esercito romano per la suddivisione delle proprie unità militari e paramilitari. Tra questi la centuria, che era una unità militare della Milizia Volontaria per la Sicurezza Nazionale corrispondente alla compagnia del Regio Esercito; al comando della centuria vi era il Centurione che corrispondeva al capitano del Regio Esercito.

Distintivo di grado per centurione

Nel 1944, a seguito della proclamazione della Repubblica Sociale Italiana, il Partito Fascista Repubblicano (P.F.R.) si trasformò in organismo di tipo militare costituendo il "Corpo Ausiliario delle Squadre d'Azione delle Camicie Nere" (D. Lgs. n. 446/1944-XXII della R.S.I.), organizzato su base provinciale nelle Brigate Nere, i cui componenti erano identificati formalmente con il termine "camicie nere".
Nella fase iniziale, nelle Brigate nere, non esistevano gradi in senso stretto, ma delle semplici cordelline indossate attorno alla spalla destra come indicatori temporanei di funzione di comando, legati al ruolo rivestito nell'operazione in corso, secondo il seguente schema:
 Comandante di Brigata
 Comandante di Battaglione o Vice-Comandante di Brigata
 Comandante di Compagnia
 Comandante di Plotone
 Comandante di Squadra
Le funzioni del centurione pertanto venivano svolte dal comandante di compagnia. A partire dal gennaio 1945, il sistema di gradi funzionali venne abbandonato e vennero istituiti gradi permanenti, analoghi a quelli della Guardia Nazionale Repubblicana e la denominazione del grado divenne quella di capitano, uguale a quella dell'Esercito Nazionale Repubblicano.

## Sotnik
Nel Regno russo, grado con simile significato nel lessico e nelle funzioni, nelle truppe degli strelizzi era quello di Sotnik (russo: со́тник, "centurione" o capo dei cento). Il grado è attualmente in uso nelle forze paramilitari cosacche del Registro statale delle formazioni militari cosacche della Federazione Russa omologo del capitano dell'Esercito.

## Yüzbaşı
Yüzbaşı  nei paesi turcofoni dell'Asia centrale designava la posizione di comandante dei cento (Yüzbaşı, yüz-başı (dalla parola turca yüz - cento) che esisteva nel Medioevo tra le tribù turche che passarono a un stile di vita sedentario. Quando se ne presentava la necessità, l'esercito veniva reclutato in modo tale che per ogni casa venisse richiamata una persona. Pertanto, in tempo di guerra, lo yüzbaşı comandava cento soldati, mentre in tempo di pace aveva sotto il suo controllo cento famiglie. Negli stati dell'Asia centrale, il titolo di Yüzbaşı veniva dato al capo del distaccamento. 
Nel moderno Esercito turco il grado di Yüzbaşı corrisponde al grado di capitano degli altri eserciti della NATO. Il grado era in vigore anche nell'ultimo periodo dell'Impero ottomano, dopo che in precedenza, nell'Esercito Ottomano il grado equivalente era bölükbaşı.